# In Transit - Live
Albums de Saga
Worlds Apart
(1981) Heads or Tales
(1983)
In Transit est un album du groupe canadien de rock progressif Saga, enregistré en concert. L'album a été enregistré à Copenhague et Munich en 1982. In Transit a été album de platine au Canada, c'est le premier album live du groupe après quatre albums studio. Il présente la particularité d'être le premier CD digital d'un groupe de rock,.

## Liste des morceaux
1. Careful Where You Step (Jim Crichton, Michael Sadler) – 4:20
2. Don't Be Late (J. Crichton, Sadler, Ian Crichton) – 6:52
3. Humble Stance (J. Crichton, Sadler, Peter Rochon, I. Crichton) – 5:50
4. Wind Him Up (J. Crichton, Sadler, I. Crichton, Jim Gilmour, Steve Negus) – 5:48
5. How Long (J. Crichton, Sadler, Rochon) – 3:52
6. No Regrets (J. Crichton, Sadler) – 3:57
7. A Brief Case (Sadler, Negus) – 2:19
8. You're Not Alone (J. Crichton, I. Crichton, Negus, Rochon) – 5:31
9. On The Loose (Sadler, J. Crichton, I. Crichton, Gilmour, Negus) – 5:25

## Musiciens
- Jim Crichton - Basse, claviers
- Michael Sadler - Chant, claviers, basse, batterie électronique pour A Brief Case
- Jim Gilmour - claviers, chant, clarinette et chant sur No Regrets
- Ian Crichton - guitare
- Steve Negus - batterie et percussions